# Clément Jolibert
Clément Jolibert, né le 23 mai 1995, à Toulouse, est un coureur cycliste français.

## Biographie
Clément Jolibert évolue à l'AS Muret Cycliste en 2015 puis au Team Payname en 2016. Il court ensuite durant trois saisons à l'AVC Aix-en-Provence, où il s'impose à trois reprises en première catégorie. Il termine par ailleurs septième du Tour de Jura en 2019. 
En 2020, il intègre le GSC Blagnac Vélo Sport 31. Bon puncheur, il s'impose à six reprises. Il se classe par ailleurs troisième du championnat de France amateurs au sprint. En 2021, il change de nouveau d'équipe en signant au club Pro Immo Nicolas Roux. Tout comme l'an dernier, il brille dans le calendrier amateur. Il se fait surtout remarquer au mois de mai en remportant une étape de l'Alpes Isère Tour,. Malgré ses résultats, il ne parvient pas à décrocher un contrat professionnel.
Il met finalement un terme à sa carrière cycliste à l'issue de la saison 2022,. 

## Palmarès et résultats

### Palmarès par année
- 2018
  - Tour du Pays de Béarn
- 2019
  - Grand Prix National de Cintegabelle
  - Boucles du Tarn et du Sidobre
  - 3e de Bourg-Arbent-Bourg
- 2020
  - Grand Prix de Puyloubier
  - Grand Prix d'ouverture Pierre-Pinel
  - Chrono de la Pierre de Crazannes
  - Prix des Fêtes de Sévignacq-Thèze
  - Grand Prix de Bénéjacq
  - Tour du Périgord
  - 3e du championnat de France sur route amateurs
- 2021
  - 2e étape de l'Alpes Isère Tour
  - 2e étape du Tour du Piémont pyrénéen (contre-la-montre par équipes)
  - Trophée des Châteaux aux Milandes
  - 1re étape du Saint-Brieuc Agglo Tour
  - 3e du Tour du Piémont pyrénéen
- 2022
  - Grand Prix des Fêtes de Cénac et Saint-Julien
  - 2e du Trophée de l'Essor
  - 3e du Tour de Basse-Navarre

### Classements mondiaux
| Année                                 | 2019  | 2020 | 2021  |
| ------------------------------------- | ----- | ---- | ----- |
| Classement mondial                    | 2547e | nc   | 2040e |
| UCI Europe Tour                       | 1615e | nc   | 1386e |
|                                       |       |      |       |
| Légende : nc = non classéSource : UCI |       |      |       |